# The Price of Happiness
The Price of Happiness er en amerikansk stumfilm fra 1916 af Edmund Lawrence.

## Medvirkende
- Mary Boland som Bertha Miller.
- Marion Singer som Lucille.
- Enid Francis som Ruth Taylor.
- Carlotta De Felice som Evelyn Morgan.
- Albert Bechtel som Max.